# 宮本憲一
宮本 憲一（みやもと けんいち、1930年2月19日 - ）は、日本の経済学者。専門は、財政学・環境経済学。大阪市立大学名誉教授、滋賀大学名誉教授、大阪市立大学名誉博士、金沢大学名誉博士。元滋賀大学学長。日本学士院賞受賞。

## 経歴
1930年（昭和5年）に日本統治時代の台湾の台北市で生まれで外地で育った。父は台湾電力に勤務する経理課長。海軍兵学校予科在学中、佐世保沖の針尾島を経て、疎開先の山口県防府市で終戦を迎える。台湾の実家と連絡がとれなくなったため復員列車で本籍地の石川県の伯父の家に移り、県学務課長に交渉して金沢二中（石川県立金沢錦丘高等学校）に編入した。極貧の生活状況の中金沢市の引揚者住宅に住み、働きながら学校に通い留年しつつも、1950年第四高等学校文科卒業。
大学受験に失敗し旧制名古屋大学経済学部に入学。1953年卒業（旧制最後の卒業生）。同期の大江志乃夫と親しい。大学在学中、経済思想史の水田洋教授の講義に感銘を受け、研究者を志すようになる。水田ゼミナールに1期生として参加し古典を学んだ。
大学3年次金沢大学図書館で卒論を書いていたところ正木一夫教授の目に止まり、正木の誘いを受け大学卒業後金沢大学法文学部助手となる。やがて財政学者として活動するようになる。
1961年、静岡市で開かれた自治労の集会で四日市ぜんそくの実態を知り、公害問題を研究するようになる。
1963年、都留重人一橋大学経済研究所教授の提案で、庄司や柴田徳衛旧・東京都立大学助教授らと、公害研究委員会を設立。後年に日本環境会議へ進展した。1964年に岩波書店で、庄司光京都大学教授と出した共著『恐るべき公害』がベストセラーとなる。
金沢大学助教授を経て、1965年大阪市立大学商学部助教授。1972年に教授昇格。1991年より商学部長。1994年立命館大学政策科学部教授就任、立命館大学政策科学部に設立準備段階から参画した。1997年からは同大学院政策科学研究科長、退任後は客員教授を務めた。2001年に滋賀大学の学長に就任。2004年7月まで務める。關一研究会代表なども務める。
2016年、『戦後日本公害史論』で日本学士院賞受賞。立命館大学朱雀キャンパスで記念シンポジウム・祝賀会が開かれ、大島堅一立命館大教授らの報告ののち、除本理史大阪市立大教授の司会進行で、特別招待の恩師水田洋日本学士院会員から受賞経緯が説明され、關淳一元大阪市長から祝辞が述べられるなどした。同年金沢大学名誉博士。2017年大阪市立大学名誉博士。

## 社会活動・人物
- ケインズ経済学とマルクス経済学を批判・検証する形で公共政策や地域経済を研究。公害問題や環境問題に関しても積極的に発言してきた。四日市公害を初めて紹介し、原告側証人として告発。返還後の沖縄調査、カナダ先住民の水銀調査なども行ってきた。

- ジェフリー・E・ヘインズ（大阪市立大学時代の弟子でオレゴン大学准教授）などとともに、社会政策学者の関一第7代大阪市長の研究も行い、関一研究会代表も務める[11]。

- 2021年12月14日、宮本が代表を務める「普天間・辺野古問題を考える会」は、名護市辺野古の新基地建設計画を巡り、玉城デニー知事が決定した埋め立て設計変更の不承認処分[12]を支持する共同声明を発表した。同団体は白藤博行、澤地久枝、西谷修など51人が名を連ねている[13]。
2018年に『翁長知事の遺志を継ぐ』を、2022年に『平和で豊かな沖縄をもとめて』（論集、各・編者代表、自治体研究社）を出版している。

## 年譜
- 1930年：台北市にて出生
- 1950年：第四高等学校卒業
- 1953年：名古屋大学経済学部卒業
- 1953年：金沢大学法文学部助手
- 1960年：金沢大学法文学部助教授
- 1965年：大阪市立大学商学部助教授
- 1972年：大阪市立大学商学部教授
- 1991年：大阪市立大学商学部長
- 1993年4月：大阪市立大学名誉教授、立命館大学産業社会学部教授
- 1994年4月：立命館大学政策科学部教授
- 1997年4月：立命館大学大学院政策科学研究科長（1998年3月まで）
- 2001年7月：滋賀大学学長（2004年7月まで）

学会における役職
- 1997年7月 第17期日本学術会議会員

## 著書

### 単著
- 『社会資本論』（有斐閣、1967年、改訂版1976年）
- 『日本の都市問題-その政治経済学的考察-』（筑摩書房、1969年）
- 『地域開発はこれでよいか』（岩波新書、1973年）
- 『日本の環境問題-その政治経済学的考察』（有斐閣選書、1975年、増補版1981年）
- 『財政改革-生活権と自治権の財政学-』<現代都市政策叢書>（岩波書店、1977年）
- 『都市経済論 共同生活条件の政治経済学 経済学全集21』（筑摩書房、1980年）
- 『現代の都市と農村-地域経済の再生を求めて』<新NHK市民大学叢書>（日本放送出版協会、1982年）
- 『昭和の歴史 第10巻 経済大国』（小学館、1983年／増補版・同 文庫版、1989年）
- 『「公害」の同時代史』（平凡社、1984年）
- 『都市をどう生きるか-アメニティへの招待-』（小学館、1984年／同ライブラリー、1995年）
- 『地方自治の歴史と展望』（自治体研究社、1986年）
- 『日本の環境政策』（大月書店、1987年）
- 『環境経済学』（岩波書店、1989年）
- 『足もとから地球環境を考える』（自治体研究社、1990年）
- 『環境と開発 岩波市民大学 人間の歴史を考える 14』（岩波書店、1992年）
- 『21世紀を地方自治の時代に』（自治体研究社、1993年）
- 『環境政策の国際化』（実教出版、1995年）
- 『環境と自治-私の戦後ノート』（岩波書店、1996年）
- 『水俣レクイエム』（岩波書店、1997年）
- 『公共政策のすすめ-現代的公共性とは何か-』（有斐閣、1998年）
- 『OD版 都市政策の思想と現実』<立命館大学叢書・政策科学1>（有斐閣、1999年）
- 『公共政策と住民参加』（地方自治土曜講座ブックレット（NO.44）公人の友社、1999年）
- 『日本社会の可能性-維持可能な社会へ-』（岩波書店、2000年）
- 『思い出の人々と』（藤原書店、2001年）
- 『くるま社会』（旬報社、2003年）
- 『維持可能な社会と自治体-「公害」から「地球環境へ」』（公人の友社、2005年）
- 『日本の地方自治 その歴史と未来』（自治体研究社、2005年、増補版2016年）
- 『維持可能な社会に向かって』（岩波書店、2006年）
- 『転換期における日本社会の可能性-維持可能な内発的発展』 <地方自治土曜講座ブックレット（NO.116）> （公人の友社、2006年）
- 『戦後日本公害史論』（岩波書店、2014年）
- 『自治・平和・環境』（自治体研究社、2015年）
- 宮本背広ゼミナール編『われら自身の希望の未来　戦争・公害・自治を語る』（かもがわ出版、2024年）
- 宮本背広ゼミナール編『未来への選択　都市と農村の共存をもとめて』（かもがわ出版、2025年）

### 主な編著
- 『町村合併と農村の変貌』（島恭彦・渡辺敬司と共編、<京都大学総合研究所研究叢書9>有斐閣、1958年、OD版2005年）
- 『財政危機の国際的展開』（島恭彦・池上惇と共編、有斐閣、1974年）
- 『日本資本主義発達史の基礎知識-成立・発展・没落の軌跡-』（大石嘉一郎と共編、有斐閣、1975年）
- 『講座 地域開発と自治体1 大都市とコンビナート・大阪』（筑摩書房、1977年）
- 『講座 地域開発と自治体2 公害都市の再生・水俣』（筑摩書房、1977年）
- 『講座 地域開発と自治体3 開発と自治の展望・沖縄』（筑摩書房、1979年）
- 『沼津住民運動の歩み』（日本放送出版協会、1979年）
- 『市民社会の思想-水田洋教授退官記念論文集-』（大江志乃夫、永井義雄 共編、御茶の水書房、1983年、新装版1989年）
- 『地方財政の国際比較』<地方財政研究所叢書>（勁草書房、1986年）
- 『公共性の政治経済学』（自治体研究社<現代自治選書>、1989年）
- 『東アジアの土地問題と土地税制-台湾・韓国・日本-』<地方財政研究所>（植田和弘と共編、勁草書房、1990年）
- 『補助金の政治経済学』（朝日新聞社<朝日選書>、1990年）
- 『地方自治体の現状と展望をさぐる(1)現代国家と地方自治』（日本民主法律家協会と共編、東方出版<東方ブックレット(1)>、1991年）
- 『アジアの環境問題と日本の責任』（かもがわ出版、1992年）
- 海部宣男『岩波市民大学 人間の歴史を考える(1) 宇宙史の中の人間』

各・道家達将、中村政則、杉原泰雄らと共に編集委員（岩波書店、1992-1995年）
- 大島泰郎、八杉龍一『岩波市民大学 人間の歴史を考える(2) 人間への進化』
- 道家達将『岩波市民大学 人間の歴史を考える(3) からだの認識と医療』
- 大田堯『岩波市民大学 人間の歴史を考える(4) 子育て・社会・文化』
- 布施晶子『岩波市民大学 人間の歴史を考える(5) 結婚と家族』
- 陣内秀信『岩波市民大学 人間の歴史を考える(6) 都市と人間』
- 杉原泰雄『岩波市民大学 人間の歴史を考える(7) 人権の歴史』
- 辻村みよ子、金城清子 『岩波市民大学 人間の歴史を考える(8) 女性の権利の歴史』
- 加藤哲郎『岩波市民大学 人間の歴史を考える(9) 社会と国家』
- 木津川計『岩波市民大学 人間の歴史を考える(10) 人間と文化』
- 中村政則『岩波市民大学 人間の歴史を考える(11) 経済発展と民主主義』
- 大沼正則『岩波市民大学 人間の歴史を考える(12) 技術と労働』
- 古川純『岩波市民大学 人間の歴史を考える(13) 戦争と平和』、※『(14) 環境と開発』は上記（自身が担当）
- 伊東光晴『岩波市民大学 人間の歴史を考える(15) 21世紀の世界と日本』
- 『地域経済学』（横田茂、中村剛治郎と共編、有斐閣ブックス、1993年）
- 『日本の土地問題と土地税制』<地方財政研究所叢書>（植田和弘と共編、勁草書房、1994年）
- 『水俣レクイエム』（岩波書店、1994年）
- 『地球環境政策と日本の課題-立命館大学政策科学部開設記念シンポジウム-』（岩波ブックレット（NO.368）、1995年）
- 『沖縄21世紀への挑戦』（佐々木雅幸と共編、岩波書店、2001年）
- 『セミナー現代地方財政-「地域共同社会」再生の政治経済学-』（小林昭、遠藤宏一と共編、勁草書房、2000年）
- 『所得税の理論と思想』（鶴田広巳と共編、税務経理協会、2001年）
- 『アスベスト問題-何が問われ、どう解決するのか-』（川口清史、小幡範雄と共編、岩波ブックレット（NO.668）、2006年 ）
- 『セミナー現代地方財政Ⅰ-「地域共同社会」再生の政治経済学-』（遠藤宏一と共編、勁草書房<勁草テキスト・ベストセレクション>、2006年）
- 『セミナー現代地方財政Ⅱ-世界にみる地方分権と地方財政-』（鶴田廣巳と共編、勁草書房<勁草テキスト・ベストセレクション>、2008年）
- 『沖縄論-平和・環境・自治の島へ-』（川瀬光義と共編、岩波書店、2010年）
- 『普天間基地問題から何が見えてきたか』（西谷修、遠藤誠治と共編、岩波書店、2010年）
- 『終わりなきアスベスト災害-地震大国日本への警告』（森永謙二、石原一彦と共編、岩波ブックレット（NO.801）、2011年）
- Asbestos Disaster: Lessons from Japan's Experience（Kenji Morinaga, Mori Hiroyuki との共編、Springer Japan、2011年）
- 『現代租税の理論と思想』（鶴田廣巳、諸富徹と共編、岩波書店、2014年）
- 『公害・環境研究のパイオニアたち-公害研究委員会の50年』（淡路剛久と共編、岩波書店、2014年）
- 宮本背広ゼミナール編『未来への航跡　宮本憲一先生卒寿記念　環境と自治の政治経済学を求めて』（かもがわ出版、2021年）
- 大阪自治体問題研究所編『今こそ地方自治を住民の手に　自治研運動のはじまりと自治体問題研究所発足の必然』（自治体研究社、2024年）

### 主な共著
- 『恐るべき公害』（庄司光 共著、岩波新書、1964年）
- 『公害-その防止と環境を守るために-』<高校生のための現代社会>（塚谷恒雄 共著、東研出版、1982年）
- 『公共事業と現代資本主義』（山田明 共著、垣内出版、1982年）
- 『いま、水俣病は？』（原田正純 共著、岩波ブックレット、1983年）
- 『日本の公害』（庄司光 共著、岩波新書、1983年）
- 『公害-その防止と環境を守るために』（塚谷恒雄 共著、東研出版、1993年）
- 『市民がつくる文化のまち・神戸』<メッセージ21(19)>（平田康、竹山清明 共著、労働旬報社、1993年）
- 『社会の現実と経済学――21世紀に向けて考える』(石川経夫、宇沢弘文、内橋克人、佐和隆光 共著 岩波書店、1994年)
- 『21世紀の農村をつくる』（若月俊一 共著、自治体研究社、1994年）
- 『地域経営と内発的発展-農村と都市の共生をもとめて』（遠藤宏一 共著、農山漁村文化協会、1998年）
- 『経済危機と学問の危機-岩波書店創業90年記念シンポジウム』（内橋克人、間宮陽介、吉川洋、大沢真理、神野直彦 共著、岩波書店、2004年）

### 監修
- 『環境再生のまちづくり-四日市から考える政策提言』（遠藤宏一、除本理史、岡田知弘著、ミネルヴァ書房、2008年 ）
- 『西淀川公害の40年-維持可能な環境都市をめざして』（森脇君雄、小田康徳 共監修、除本理史、林美帆編著、ミネルヴァ書房、2013年）

### 訳書
- ウィリアム.K.タブ『ニューヨーク市の危機と変貌 その政治経済学的考察』（横田茂、佐々木雅幸と監訳、法律文化社、1985年）
- エルンスト.ウルリッヒ.ワイツゼッカー『地球環境政策-地球サミットから環境の21世紀へ-』（楠田貢典、佐々木健と監訳、有斐閣、1994年）
- ジェフリー.E.ヘインズ『主体としての都市-関一と近代大阪の再構築-』（監訳、勁草書房、2004年）